# George Viau
Pour les articles homonymes, voir Viau.
George Viau, né le 28 mars 1855 à Nancy et mort le 18 décembre 1939 à Paris, est chirurgien-dentiste, collectionneur d'art et mécène français.

## Biographie
George Viau a eu trois enfants : Alice, Louis et Blanche. Proche de la famille des Rouart, il est l'ami personnel de la plupart des artistes auquel il achetait directement les tableaux. Il a dû vendre la plus grande partie de sa collection en plusieurs ventes très fournies, dont témoignent les archives des catalogues Durand-Ruel. Après chaque vente, il a recommencé de nouvelles collections jusqu'en 1939. Les ventes posthumes ont achevé la dispersion de l'ensemble des œuvres rassemblées par le docteur Viau dans les musées du monde entier et les collections privées. En France, le musée du Louvre et le musée d'Orsay en conservent une partie.

## Le collectionneur

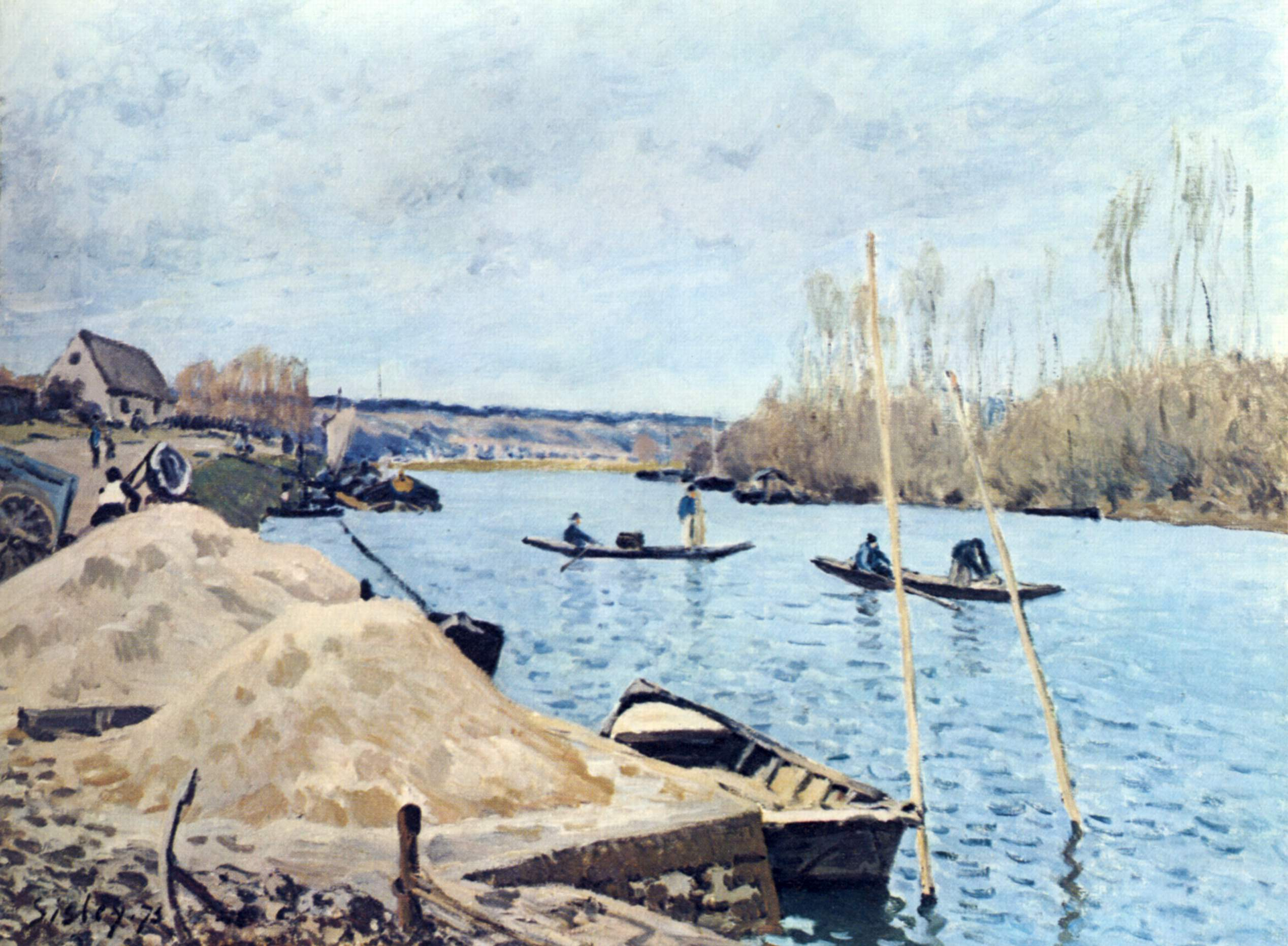
Alfred Sisley, La Seine à Port-Marly, tas de sable (1875), Chicago, Art Institute of Chicago.

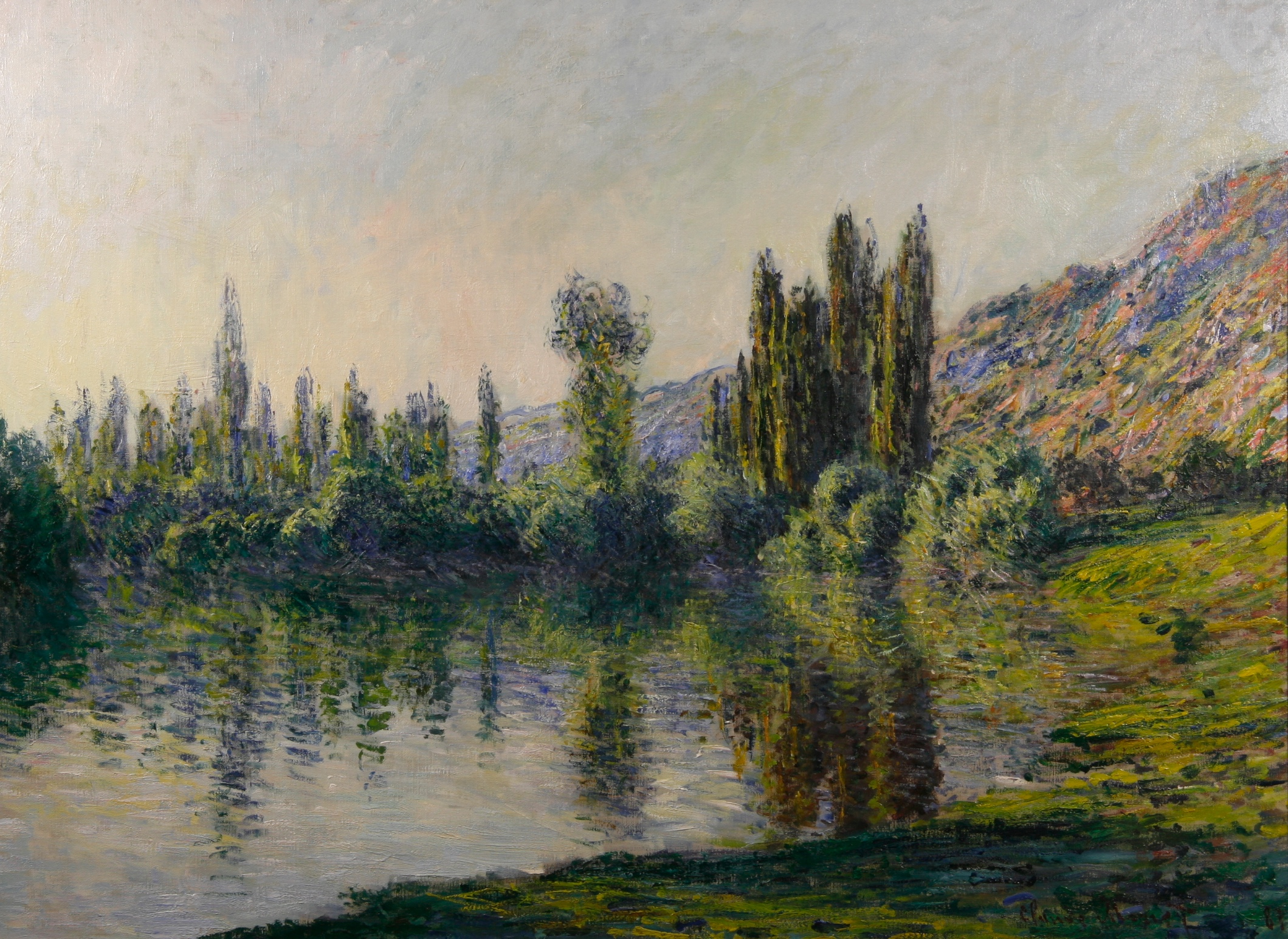
Claude Monet, La Seine à Vétheuil (1881), Winona,.

Fils d'un stomatologiste de la cour impériale russe, George Viau fréquente dans sa jeunesse le comte Armand Doria, grand collectionneur d'art qui a été le premier acquéreur d'un Cézanne. Viau a rassemblé dès 1885 une des plus importantes collections de tableaux pré-impressionnistes et impressionnistes (plus de 2400 œuvres répertoriées à ce jour). Il avait assez d'influence auprès d'Ambroise Vollard pour lui recommander Camille Pissarro, qui se chargera ensuite d'emmener le collectionneur chez Claude Monet, au moment où celui-ci est en train d'achever sa série des Cathédrales de Rouen.
Les noms les plus prestigieux figurent dans la première collection Viau qui est vendue les 4, 21 et 22 mars 1907. La vente du 4 comprend entre autres : cinq Monet, dix-neuf Pissarro, quinze Renoir, douze Sisley, des Cézanne et quantité d'autres toiles d'artistes pas encore célèbres.
Les ventes des 21 et 22 mars 1907 présentent des Caillebotte, des Pissarro (dont le portrait d'Eugène Murer), Signac, Toulouse-Lautrec, Gauguin.
Après ces premières ventes, George Viau constitue de nouvelles collections avec des œuvres gravées (en particulier celles de Toulouse-Lautrec), et des estampes de Mary Cassatt, Vallotton, Whistler, ce qui donnera lieu à une deuxième vente les 6 et 7 décembre 1909.
Son histoire de mécène est jalonnée de collections sans cesse recommencées après les ventes. Une nouvelle collection fait l'objet d'une vente en 1925, puis une autre en 1930. En 1925, le critique d'art Waldemar George écrit un grand article dans la revue L'Amour de l'art : « Viau préfère aux tableaux de musée, des œuvres de premier jet exceptionnelles dans la production d'un artiste. Il se complait avec une rare patience à ce genre de recherches. » Les ventes posthumes dispersent en décembre 1942, février 1943 et juin 1948 l'intégralité de l'ensemble où s'était concentrée toute l'histoire du pré-impressionnisme et de l'impressionnisme.

## L'ami des peintres
Viau accueille les peintres dans ses appartements parisiens au numéro 47 du boulevard Haussmann, puis au 109 du boulevard Malesherbes ou dans sa maison de Villennes-sur-Seine.
Il est particulièrement généreux pour Alfred Sisley qu'il encourage en achetant ses tableaux, que l'artiste vend beaucoup moins bien que ses camarades. Un mois avant sa mort, Sisley demandera à Viau de lui indiquer un praticien de confiance s'inquiétant des honoraires. Il soutient aussi Eugène Murer quand celui-ci est délaissé de tous, achetant pratiquement tous les Renoir que le peintre-pâtissier-restaurateur a été obligé de vendre. La négociation à l'amiable avec le docteur sera très favorable à Murer.
Le musée d'Orsay conserve Le Docteur George Viau dans son cabinet dentaire (1924), par Édouard Vuillard.
Trois toiles impressionnistes de la collection de George Viau ont été présentés à l'Exposition universelle de 1905 à Liège parmi les cinq exposés de Guillaumin, Monet, Renoir et Sisley.